# Nagutskoe
Nagutskoe in russo Нагутское?è una piccola città della Russia meridionale, che fa parte del Territorio di Stavropol' e del Mineralovodskij rajon. Dista circa 33 km dalla città di Mineral'nye Vody e 97 km dalla città di Stavropol'.